# Рассвет ― Национальная коалиция
Рассвет ― Национальная коалиция (чеш. Úsvit - Národní koalice), сокращённо ― Рассвет, ранее (с июня 2014 года по август 2015 года) ― Рассвет прямой демократии (чеш. Úsvit přímé demokracie), также (с июня 2013 по июнь 2014) ― Рассвет прямой демократии Томио Окамуры (чеш. Úsvit přímé demokracie Tomia Okamury), ― право-популистская и евроскептическая политическая партия в Чехии.
Партия была основана в мае 2013 года Томио Окамурой, независимым сенатором японского происхождения, который на тот момент был прикреплён к Христианско-демократической группе депутатов. Рассвет прямой демократии в качестве своей партийной программы заявляет реализацию принципов прямой демократии на всех уровнях «в качестве решения проблемы коррупции, кумовства, клиентелизма и клептократии». Члены партии выступают за более частое проведение референдумов, прямые выборы депутатов, сенаторов, мэров и региональных губернаторов, установление режима президентской республики и, следовательно, более глубокое разделения властей. Лидер партии Томио Окамура неоднократно выступал с ксенофобными высказываниями, включая требование «репатриировать» чешских цыган в Индию, а также исламофобскую кампанию за запрет халяльного мяса и бойкот кебабов.
Изначальный состав членов партии Рассвета прямой демократии включал бывших членов партий Дела общественные и Гражданской демократической партии, а также представителей из небольшой непарламентской партии Моравяне.
На парламентских выборах 2013 года партия набрала 6,88% голосов (342 339) и получила 14 мест в чешском парламенте.

## Партийный кризис 2015 года
19 января 2015 года главный парламентский партийный организатор Радим Фиала был смещён Мареком Чернохом.
В феврале 2015 года в партии произошёл раскол. Большинство из 14 избранных в парламент членов Рассвета совместно с частью прочих партийных представителей решили создать новую партию, независимую от лидера «Рассвета» Томио Окамуры. 26 февраля 2015 Окамура сообщил, что финансы партии находятся в плачевном состоянии, несмотря на то, что после успешных выборов «Рассвет прямой демократии» ежегодно получает миллионы чешских крон за счёт государственного бюджета.
Несколько членов «Рассвета» пошли на создание новых партий: так возникла «Свобода и прямая демократия», возглавляемая Окамурой, и партия «Национальные интересы» под руководством Петра Адама.
7 июля 2015 «Рассвет» объявил о планах слияния с Партией национальных интересов, которая была официально зарегистрирована в августе того же года. Мирослав Лидинский был избран председателем партии и её название было изменено на «Рассвет ― Национальная коалиция». Тогда же было налажено сотрудничество с гражданским движением «Мы не хотим Ислам в Чехии», лидером которого является Мартин Конвичка.